# Mohamed Yattara
Pour les articles homonymes, voir Yattara.
Mohamed Lamine Yattara, né le 28 juillet 1993 à Boké (Guinée), est un footballeur international guinéen jouant au poste d'avant-centre.

## Biographie

### Un joueur issu du centre de formation lyonnais
Mohamed Yattara arrive en 2009 au centre de formation de l'Olympique lyonnais, en provenance du COC Chamiers, club amateur de la banlieue de Périgueux. Le jeune joueur de Conakry évolue tout d'abord dans la catégorie des  moins de 17 ans, avec laquelle il inscrit 37 buts durant sa première année. Lors de la saison 2011-2012, il participe à 10 rencontres et inscrit 2 buts avec l'équipe de CFA.
Début 2012, Yattara est mis à l'essai par l'AC Arles-Avignon pendant une semaine et affronte le Nîmes Olympique en match amical avec sa nouvelle équipe. L'essai se révèle concluant et il signe pour une période de 6 mois au club provençal sous forme de prêt. Avec Arles-Avignon, il porte le numéro 19 et se retrouve avec un autre joueur issu du centre de formation lyonnais : Ousmane N'Diaye, défenseur central arrivé en début de saison, ainsi que son cousin Naby-Moussa Yattara. Ses débuts sont tonitruants sous le maillot arlésien, puisqu'il inscrit un but dès son deuxième match, gagnant ainsi sa place de titulaire les semaines suivantes. Il inscrit un doublé dès son quatrième match avec le club provençal et permet à son équipe de remonter au classement.
À l'issue d'une saison satisfaisante où il finit avec cinq buts en cinq mois, il retourne à Lyon afin de gagner sa place dans l'équipe première. Pourtant, le 3 août 2012, il est prêté pour une saison à l'ESTAC, sans option d'achat, avec l'objectif de poursuivre sa progression en Ligue 1. L'année suivante, il est de nouveau prêté, au SCO d'Angers, lors de la saison 2013-2014. Le 21 septembre pour son premier match sous les couleurs angevines, il marque son premier but contre l'AJ Auxerre. Le 24 septembre suivant, il inscrit un triplé contre l'ES Troyes AC.
Il retourne à l'OL à l'été 2014 et lors du premier match de préparation (face au Debrecen VSC), Mohamed Yattara inscrit son premier but, à la 46e minute, sur son premier ballon, après être rentré à la mi-temps. L'OL s'inclinera tout de même 4 buts à 2. Lors du second match de préparation face au FC Copenhague, Yattara inscrit un but et offre une passe décisive à son coéquipier Alassane Pléa. Ainsi, le 8 juillet 2014, il prolonge son contrat avec l'Olympique lyonnais de deux saisons et se retrouve lié avec son club jusqu'en 2018.
Le 31 juillet 2014, Mohamed Yattara inscrit un doublé pour son premier match officiel avec l'équipe première de l'Olympique lyonnais, en barrage de Ligue Europa face aux Tchèques du FK Mladá Boleslav. Il doit attendre le 15 avril 2015 pour marquer son premier but en Ligue 1 sous les couleurs lyonnaises face au SC Bastia sur son premier ballon après avoir remplacé Nabil Fekir.

### Départ en Belgique
Le 17 juillet 2015, il signe un contrat de quatre ans avec le Standard de Liège, contre une somme avoisinant les 2,2 millions d'euros, car il désire avoir plus de temps de jeu. Il est prêté à l'intersaison au Angers SCO.

### Retour en France
Le 23 janvier 2017, il est prêté à l'AJ Auxerre jusqu'au terme de la saison sans option d'achat.
Le 17 juillet 2017, il rejoint définitivement le club.
Arrivé en fin de contrat avec le club icaunais à l'issue de la saison 2019-2020, il n'est pas conservé et quitte le club après y avoir passé trois saisons et demie.

### Équipe de Guinée
Fin février, Yattara est appelé par son sélectionneur Michel Dussuyer afin d'affronter l'équipe de la Côte d'Ivoire le 1er mars 2012 et par la même occasion, honorer sa première cape avec son équipe nationale. À la surprise générale, il décline l'invitation indiquant qu'il préfère avoir plus de temps de jeu en Ligue 2.
Il connaît sa première sélection le 15 août 2012 lors d'un match amical contre le Maroc, où il rentre à la mi-temps.
Pour la CAN 2015, l'attaquant est sélectionné par Michel Dussuyer. Il disputera les trois matchs éliminatoires du groupe D (Mali, Côte d'Ivoire, Cameroun) inscrivant un but face à la Côte d'Ivoire.
Convoqué pour disputer la CAN 2019, Yattara inscrit un doublé face au Burundi qui permet aux siens d'espérer une qualification pour les phases éliminatoires.

## Statistiques
| Saison                | Club                    | Championnat           | Championnat | Championnat | Championnat | Coupe nationale | Coupe nationale | Coupe nationale | Coupe de la Ligue | Coupe de la Ligue | Coupe de la Ligue | Supercoupe | Supercoupe | Supercoupe | Compétition(s) continentale(s) | Compétition(s) continentale(s) | Compétition(s) continentale(s) | Compétition(s) continentale(s) | Guinée | Guinée | Guinée | Total | Total | Total |
| Saison                | Club                    | Division              | M.          | B.          | P.d.        | M.              | B.              | P.d.            | M.                | B.                | P.d.              | M.         | B.         | P.d.       | Comp.                          | M.                             | B.                             | P.d.                           | M.     | B.     | P.d.   | M.    | B.    | P.d.  |
| 2010-2011             | Olympique lyonnais      | Ligue 1               | -           | -           | -           | -               | -               | -               | -                 | -                 | -                 | -          | -          | -          | -                              | -                              | -                              | -                              | -      | -      | -      | 0     | 0     | 0     |
| 2014-2015             | Olympique lyonnais      | Ligue 1               | 21          | 1           | 2           | -               | -               | -               | -                 | -                 | -                 | -          | -          | -          | C3                             | 2                              | 2                              | 0                              | 8      | 2      | 0      | 31    | 5     | 2     |
| Sous-total            | Sous-total              | Sous-total            | 21          | 1           | 2           | -               | -               | -               | -                 | -                 | -                 | -          | -          | -          | -                              | 2                              | 2                              | 0                              | 8      | 2      | 0      | 31    | 5     | 2     |
| 2011-2012             | AC Arles-Avignon (prêt) | Ligue 2               | 19          | 5           | 2           | -               | -               | -               | -                 | -                 | -                 | -          | -          | -          | -                              | -                              | -                              | -                              | -      | -      | -      | 19    | 5     | 2     |
| 2012-2013             | ES Troyes AC (prêt)     | Ligue 1               | 23          | 3           | 0           | 4               | 0               | 0               | 3                 | 1                 | 0                 | -          | -          | -          | -                              | -                              | -                              | -                              | 6      | 4      | 0      | 36    | 8     | 0     |
| 2013-2014             | Angers SCO (prêt)       | Ligue 2               | 30          | 11          | 2           | 5               | 4               | 0               | -                 | -                 | -                 | -          | -          | -          | -                              | -                              | -                              | -                              | 2      | 1      | 0      | 37    | 16    | 2     |
| 2015-2016             | Standard de Liège       | Pro League            | 12          | 1           | 0           | -               | -               | -               | -                 | -                 | -                 | -          | -          | -          | C3                             | 4                              | 0                              | 0                              | 4      | 1      | 0      | 20    | 2     | 0     |
| 2015-2016             | Angers SCO (prêt)       | Ligue 1               | 19          | 2           | 2           | 1               | 0               | 0               | -                 | -                 | -                 | -          | -          | -          | -                              | -                              | -                              | -                              | 2      | 1      | 0      | 22    | 3     | 2     |
| 2016-2017             | Standard de Liège       | Pro League            | -           | -           | -           | -               | -               | -               | -                 | -                 | -                 | 1          | 0          | 0          | -                              | -                              | -                              | -                              | 3      | 0      | 0      | 4     | 0     | 0     |
| Sous-total            | Sous-total              | Sous-total            | 12          | 1           | 0           | 0               | 0               | -               | -                 | -                 | -                 | 1          | 0          | 0          | -                              | 4                              | 0                              | 0                              | 7      | 1      | 0      | 24    | 2     | 0     |
| 2016-2017             | AJ Auxerre (prêt)       | Ligue 2               | 17          | 4           | 3           | 2               | 1               | 0               | -                 | -                 | -                 | -          | -          | -          | -                              | -                              | -                              | -                              | -      | -      | -      | 19    | 5     | 3     |
| 2017-2018             | AJ Auxerre              | Ligue 2               | 24          | 10          | 3           | 1               | 0               | 0               | -                 | -                 | -                 | -          | -          | -          | -                              | -                              | -                              | -                              | -      | -      | -      | 25    | 10    | 3     |
| 2018-2019             | AJ Auxerre              | Ligue 2               | 26          | 4           | 2           | -               | -               | -               | 1                 | 0                 | 0                 | -          | -          | -          | -                              | -                              | -                              | -                              | 8      | 3      | 0      | 35    | 7     | 2     |
| 2019-2020             | AJ Auxerre              | Ligue 2               | 11          | 3           | 0           | 1               | 0               | 0               | -                 | -                 | -                 | -          | -          | -          | -                              | -                              | -                              | -                              | 3      | 0      | 0      | 15    | 3     | 0     |
| Sous-total            | Sous-total              | Sous-total            | 78          | 21          | 8           | 4               | 1               | 0               | 1                 | 0                 | 0                 | -          | -          | -          | -                              | -                              | -                              | -                              | 11     | 3      | 0      | 94    | 25    | 8     |
| 2020                  | Sichuan Jiuniu FC       | League One            | 10          | 3           | 0           | -               | -               | -               | -                 | -                 | -                 | -          | -          | -          | -                              | -                              | -                              | -                              | -      | -      | -      | 10    | 3     | 0     |
| 2021                  | Sichuan Jiuniu FC       | League One            | 5           | 0           | 0           | -               | -               | -               | -                 | -                 | -                 | -          | -          | -          | -                              | -                              | -                              | -                              | -      | -      | -      | 5     | 0     | 0     |
| Sous-total            | Sous-total              | Sous-total            | 15          | 3           | 0           | 0               | 0               | 0               | -                 | -                 | -                 | -          | -          | -          | -                              | -                              | -                              | -                              | -      | -      | -      | 15    | 3     | 0     |
| 2022-2023             | Pau FC                  | Ligue 2               | 20          | 1           | 0           | 4               | 0               | 0               | -                 | -                 | -                 | -          | -          | -          | -                              | -                              | -                              | -                              | -      | -      | -      | 24    | 1     | 0     |
| Total sur la carrière | Total sur la carrière   | Total sur la carrière | 237         | 48          | 16          | 18              | 5               | 0               | 4                 | 1                 | 0                 | 1          | 0          | 0          | -                              | 6                              | 2                              | 0                              | 36     | 12     | 0      | 302   | 68    | 16    |